# Horst Stein
Horst Walter Stein (ur. 2 maja 1928 w Elberfeld, zm. 27 lipca 2008 w Vandœuvres) – niemiecki dyrygent.

## Życiorys
W latach 1940–1947 uczył się w Hochschule für Musik w Kolonii. Po ukończeniu studiów dyrygował Städtische Bühnen w Wuppertalu. W kolejnych latach był dyrygentem Staatsoper w Hamburgu (1951–1955 i 1961–1963) oraz Staatsoper w Berlinie (1955–1961). Od 1963 do 1970 roku był dyrektorem muzycznym Nationaltheater w Mannheimie. Od 1972 do 1977 roku był dyrektorem muzycznym Staatsoper w Hamburgu, jednocześnie w latach 1973–1976 dyrygował orkiestrą Hamburger Symphoniker. Pełnił funkcję pierwszego dyrygenta Opery Wiedeńskiej (1970–1972), Orchestre de la Suisse Romande w Genewie (1980–1985), Bamberger Symphoniker (1985) i Sinfonieorchester Basel (1987–1994).
Dyrygował prapremierowymi przedstawieniami wersji scenicznej The Marriage Bohuslava Martinů (Hamburg 1954) i Der Besuch der alten Dame Gottfrieda von Einema (Wiedeń 1971). Gościnnie występował na scenach europejskich oraz w obu Amerykach. Od 1969 roku dyrygował na festiwalu w Bayreuth.
Odznaczony został austriacką Odznaką Honorową za Naukę i Sztukę (1995) i bawarskim Orderem Maksymiliana (2003).